# Parinari hypochrysea
Parinari hypochrysea là một loài thực vật có hoa trong họ Cám. Loài này được Mildbr. ex Letouzey & F.White mô tả khoa học đầu tiên năm 1976.